# Стромболі
Стро́мболі (італ. Stromboli італійською: [ˈstromboli]; сиц. Struògnuli [ˈʂː(ɽ)wɔɲɲʊlɪ]) — маленький вулканічний острів з діючим вулканом. Розташований в Тирренському морі на північ від Сицилії, належить до групи Ліпарських островів.

## Етимологія
Назва Стромболі походить від давньогрецької назви Strongýlē, (Στρογγύλη) який був похідним від στρογγύλος (strongýlos, 'круглий'), на честь округлої конічної форми вулкана, якщо дивитися здалеку.

## Географія
Острів розташований на території Італії. Виверження вулкана відбувалося багаторазово, вулкан постійно активний, відомий частими маленькими виверженнями, які спостерігаються з різних точок острова.

## Стромболі в популярній культурі
Стромболі іноді пов'язують з Еолією — островом, описаним в Одісеї Гомера як дім Еола, повелителя вітрів.
В романі Жюля Верна «Подорож до центру Землі» головні герої Отто Ліденброк і Аксель повертаються зі своєї підземної подорожі через вулкан Стромболі.
Острів є основним місцем подій (і ледь не окремим персонажем) у однойменному фільмі Роберто Росселліні «Стромболі, земля Божа» (1950) з Інгрід Бергман у головній ролі.

## Галерея

Острів і вулкан Стромболі
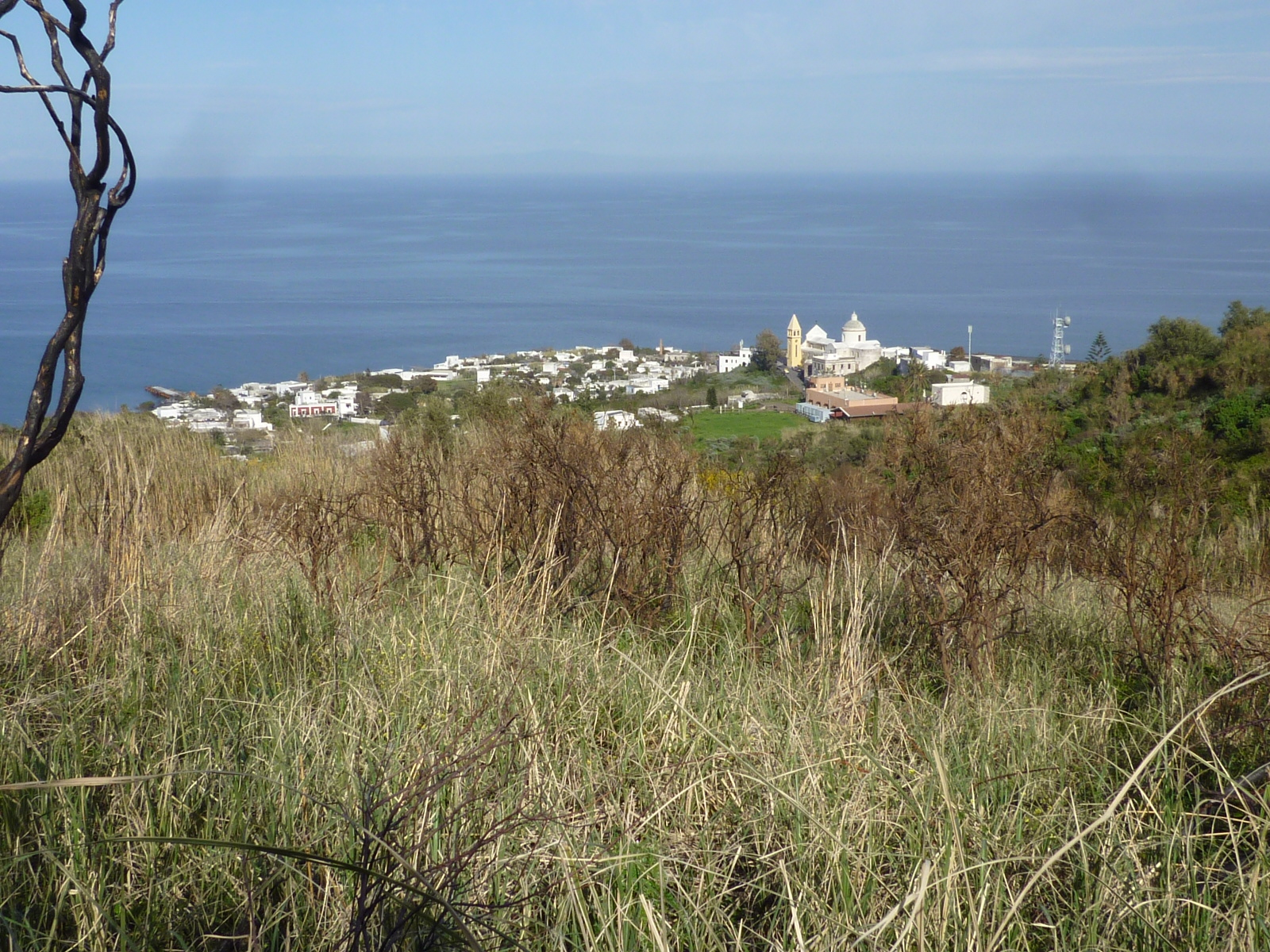
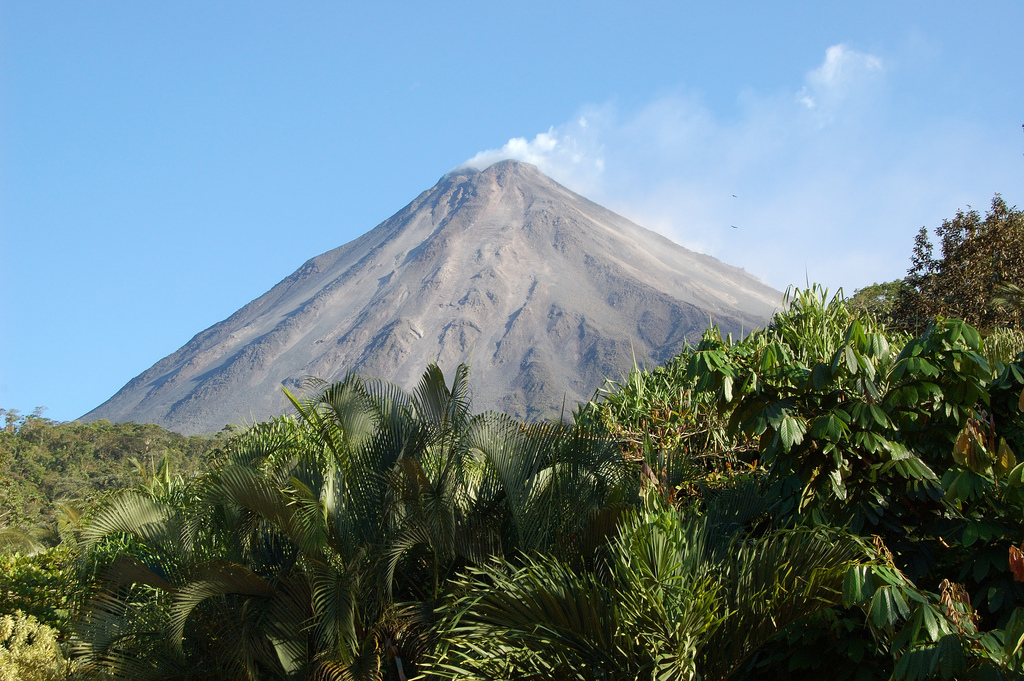
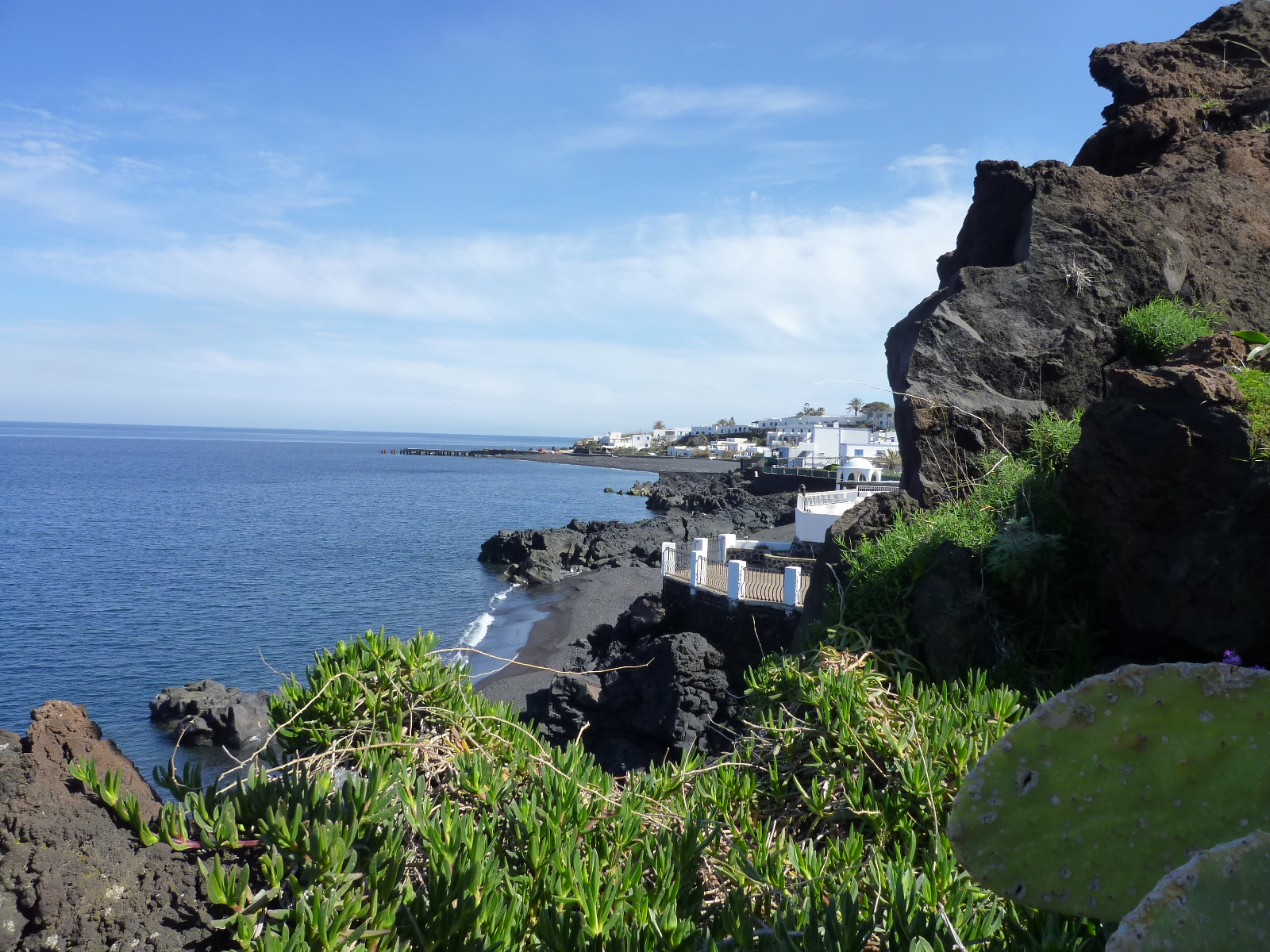